# Сан Ђовани (Козенца)
Сан Ђовани је насеље у Италији у округу Козенца, региону Калабрија.
Према процени из 2011. у насељу је живело 115 становника. Насеље се налази на надморској висини од 454 м.